# 巴库—巴统管道
巴库-巴统管道是由俄罗斯建造的，从巴库到巴统的一系列管道，用于将里海地区的煤油与原油运送到黑海港口—格鲁吉亚巴统的油码头。1906年建成时，是世界上最长的煤油管道。

## 煤油管道
随着巴库地区的石油得到开发，对建设一条从巴库到黑海港口的输油管道的需求也随之增加。1877-1878年，美国石油工程师和化学家赫伯特·W·C·特威德尔和俄罗斯财政部大臣康斯坦丁·博迪斯科提出了建造里海-黑海输油管道的四种建设方案。 1878年，俄罗斯矿业工程师和工业家伊万·伊里莫夫也提交了建设输油管道的建议。 1880年，德米特里·門得列夫提议建设巴库-巴统管道，借此将巴库石油运往世界市场。
1883年，南高加索铁路开通后，建设一条管道的想法得到进一步推动。 1884年，Bari, Sytenko & Co.工程公司总工程师弗拉基米尔·舒霍夫公布了巴库-巴统石油管道的草案与估价，建设该管道的技术项目后来也是由舒霍夫设计的。 1885年，伊万·伊利莫夫成立里海和黑海石油管道公司。1887年12月，获得建立里海-黑海石油管道协会授予他的建设特许权。然而，拟议的财务计划未被接受，1891年，管道建设计划因时机不成熟而被推迟。
1886年，一群来自巴库的工业家要求政府允许他们建造自己的跨高加索管道。这个想法得到了阿塞拜疆工业家Zeynalabdin Taghiyev的支持，于是，他给高加索总督Alexander Mikhailovich Dondukov-Korsakov写信。不多久，以Aghabala Quliyev为首的当地商人为建设管道而成立了一家股份制公司。而政府直到1893年才准许他们建设管道。
1896年5月23日，俄罗斯国务委员会通过了沿跨高加索铁路修建管道的决定，筹备工作也于同年开始。 同年，作为建设管道计划的一部分，巴统-米哈伊洛沃（卡舒里）段开始建设，直到1906年，其建设工作才得以完成。 1907年7月24日，管道在提夫利斯（第比利斯）正式开通。
第一条管道是煤油管道，总长度885 km（550 mi），有16个泵站。 管道直径主要为8英寸（200），有些部分直径为10英寸（250）和12英寸（300）。而泵站则是在位于马里乌波尔、索斯诺维茨和叶卡捷琳诺斯拉夫（现在：第聂伯罗）的工厂生产的。 泵站配备了沃辛顿公司的柱塞泵，由蒸汽和柴油机所驱动。该管道建成后，是当时是世界上最长的管道。
十月革命后，1921年3月该管道重新运作输送煤油。1921年5月20日，第一批煤油抵达巴图姆：1936年后，巴图姆改名为巴统。1925年，煤油管道改装为输油管道。

## 原油管道
1924年，建设第二条新管道的计划被提出。1925年，苏联与法国公司进行了谈判，试图成立合资公司建设和运营巴库-巴统输油管道。其目的是利用该管道向欧洲—主要是向法国出口石油，但是谈判失败了。1927年，第二条新管道的建设的特许权被授予阿塞拜疆的一家石油公司Azneft。项目设计师和施工经理是A.V. Bulgakov。
第二条新管道的建设工程于1928年5月开始，最终于1930年4月30日开通。其主要供应位于巴图姆的炼油厂。
原油管道的直径为10英寸（250） ，长度为834（518英里）。新管道有13个泵站，每个泵站都配备了3台360马力的柴油泵。该管道使用了超过60,000根德国制造的管道，总重量超过54,000吨。新管道的柴油机购自MAN AG，水泵购自Crossley，发电机购自Theodor Bergmann。
三个阶段的建筑工作同时进行。建设工程最高点位于海平面以上823米（2700英尺）。第一段长21公里（13英里）的米哈伊洛沃（Khashuri）-巴统段于1929年2月13日建成。第二段长363公里（226英里）的明格查尔（Mingachevir）-米哈伊洛沃（Khashuri）于1929年12月15日建成。第三段长248公里（154英里）的巴库-明格查尔段（Mingachevir）于1930年2月13日建成。建设该管道耗资4900万卢布。
1942年8月，由于纳粹德国军队对管道的威胁而令该管道被拆除，拆除的管道被用于建设阿斯特拉罕-萨拉托夫管道。1990年代，该管道的部分被用于建造巴库-苏普萨管道。

## 拟建的新管道
对拟建新的巴库-巴统管道的新工程已有好几个提案。1994-1998年期间，新的巴库-苏普萨管道开始建设，该管道部分建设使用的是旧的巴库-巴统管道路线。1998年3月2日，雪佛龙公司同意重建现有的哈苏里-巴统管道，并建造新的杜班迪（巴库）-哈苏里管道。2001年5月，雪佛龙公司取消了这个项目，开始通过CPC管道从坦吉兹油田运送石油。